# Ngapuna
Ngapuna est une banlieue de Rotorua située dans la région de la Bay of Plenty au nord-est de l'Île du Sud de la Nouvelle-Zélande.

## Toponymie
Le Ministère de la Culture et du Patrimoine de la Nouvelle-Zélande traduit Ngāpuna en « la source ».

## Marae
La banlieue a deux marae.
Ngapuna oo Hurunga o te Rangi Marae et la maison de réunions sont le lieu de rassemblement du hapu Ngāti Whakaue des Ngāti Hurunga Te Rangi (en) et Ngāti Taeotu (en), et l’hapu des Tūhourangi (en) des Hurunga Te Rangi (en) et des Ngāti Kahu Upoko (en),.
Le marae Hinemihi et la maison de réunions est un lieu de rassemblement de l’ hapu Tūhourangi (en) de Ngāti Hinemihi (en) et Ngāti Tuohonoa (en)), et l’hapu Ngāti Tarāwhai (en) des Ngāti Hinemihi (en) ,.
En octobre 2020, le gouvernement a accordé 4 525 104 $ en provenance du fond de croissance provincial (en) pour moderniser ce marae ainsi que neuf autres, permettant de créer environ 34 emplois.

## Démographie
La localité de Ngapuna avait une population de 357 habitants lors du recensement néo-zélandais de 2018, en augmentation de 72 personnes (25,3 %) depuis le recensement de 2013, et en augmentation de 30 personnes (9,2 %) depuis le celui de 2006.
Il y avait 102 ménages, 192 hommes et 165 femmes donnant un sexe-ratio de 1,16 homme pour une femme. 
L’âge médian était de 34,2 ans (comparé avec les 37,4 ans au niveau national), avec 84 personnes (23,5 %) âgées de moins de 15 ans, 69 personnes (19,3 %) âgées de 15 à 29 ans}, 165 personnes (46,2 %) âgées de 30 à 64 ans, et 39 personnes (10,9 %) âgées de 65 ans ou plus.
L’ethnicité était pour 23,5 % européenne/Pākehā, 88,2 % maorie, 3,4 % personnes du Pacifique et 4,2 % asiatiques (le total peut faire plus de 100 % dans la mesure où certains peuvent s’identifier avec de multiples ethnicités).
La proportion de personnes née outre-mer était de 3,4 %, comparée avec 27,1 % au niveau national.
Bien que certaines personnes refusent de donner leur religion, 37,0 % n’avaient aucune religion, 48,7 % étaient chrétiens, 0,8 % étaient bouddhistes et 4,2 % avaient une autre religion.
Parmi ceux d’au moins 15 ans d’âge, 21 personnes (7,7 %) avaient un niveau de licence ou un degré supérieur et 63 personnes (23,1 %) n’avaient aucune qualification formelle. 
Les revenus médians étaient de 23 800 $, comparés avec 31 800 $ au niveau national. 
Le statut d’emploi de ceux d’au moins 15 ans âge était pour 141 personnes (51,6 %) étaient employées à plein temps, 21 personnes (7,7 %) étaient à temps partiel et 30 personnes (11,0 %) étaient sans emploi.